# Muscardine
Cet article possède des paronymes, voir Muscardin et Muscardinus.

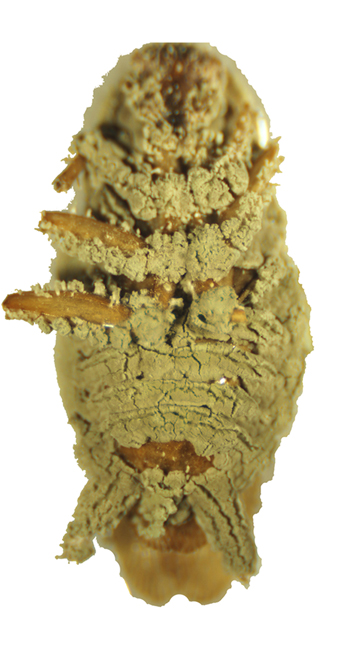
Insecte tué par Metarhizium anisopliae.

Une muscardine est une attaque d'un insecte par un champignon parasite.
Cette maladie doit son nom au fait que les insectes infectés se couvrent d’un duvet cotonneux qui ressemble à des sucreries connues, appelées dragées (muscardin = dragée en languedocien et en provençal).
- Aspergillus flavus peut infecter des colonies de termites (Reticulitermes virginicus).
- Beauveria bassiana provoque une muscardine blanche du ver à soie (Bombyx mori) et de divers autres insectes (criquets, coccinelles, etc.), tandis que Beauveria effusa en provoque une rouge. Le ver atteint de cette maladie est appelé un muscardin[1].
- Entomophthora muscae sur la mouche domestique (Musca domestica)
- Metarhizium anisopliae est utilisé en lutte biologique contre le criquet migrateur ou la mouche tsé-tsé.
- Penicillium provoque une muscardine de couleur verte sur le hanneton du blé (Anisoplia austriaca).

## Autres maladies du ver à soie
- Flacherie
- Pébrine